# Jahr ohne Sommer

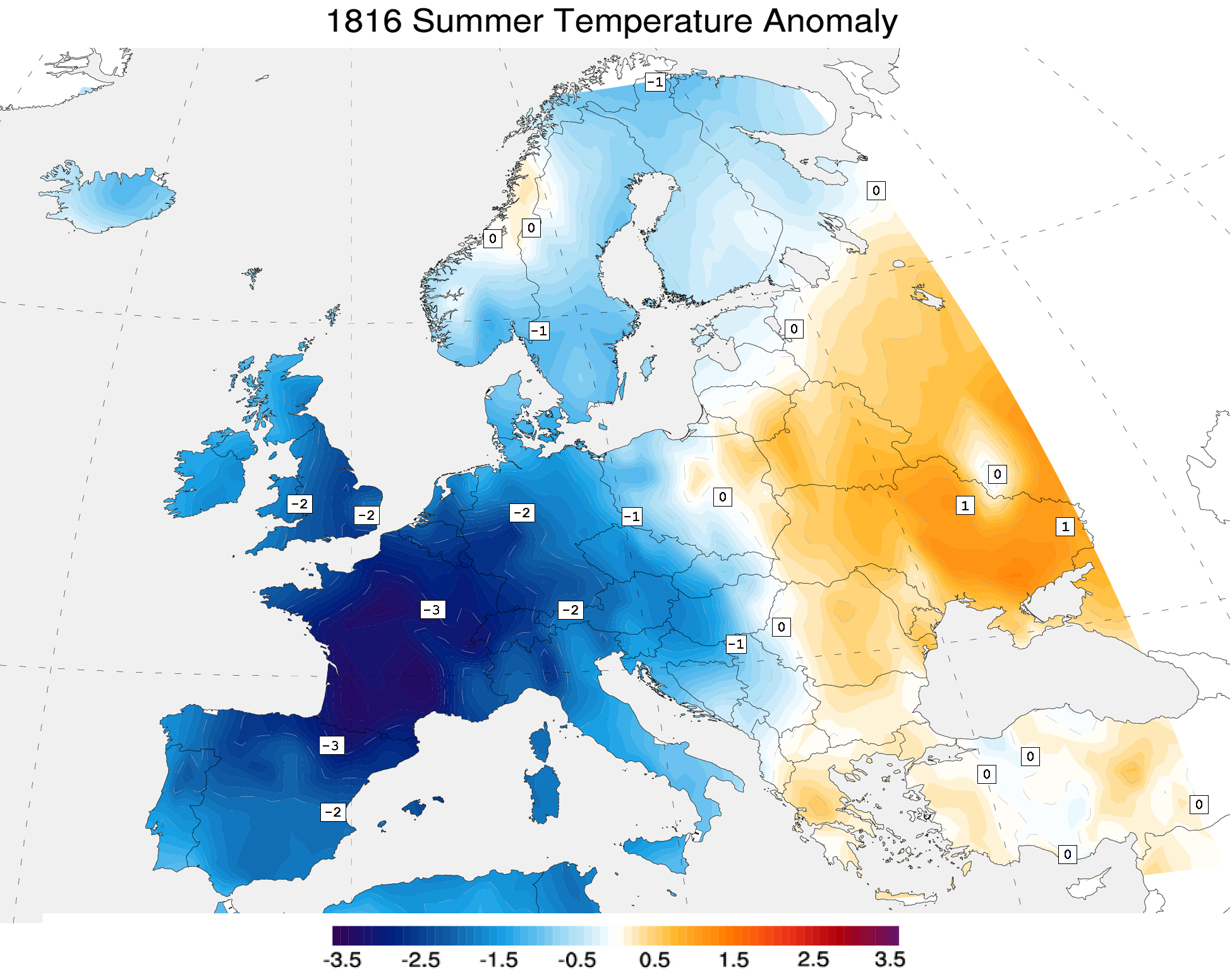
Vergleich der Temperaturen von 1816 zum langjährigen Mittel 1971–2000

Als das Jahr ohne Sommer wird das vor allem im Nordosten Amerikas sowie im Westen und Süden Europas ungewöhnlich kalte Jahr 1816 bezeichnet. In den Vereinigten Staaten bekam es den Spitznamen „Eighteen hundred and froze to death“, und auch in Deutschland wurde es als das Elendsjahr „Achtzehnhundertunderfroren“ berüchtigt. Als Hauptursache wird heute der Ausbruch des indonesischen Vulkans Tambora im April 1815 angesehen, der als deutlich stärker eingestuft wird als die Ausbrüche des Vesuv im Jahr 79 n. Chr. und des Krakatau 1883. Das Jahr 1816 und die kalten Folgejahre liegen in der Endphase der Kleinen Eiszeit und verzerren deren längerfristige Messungen. 

## Der Sommer im Jahr 1816
Der Sommer im Jahr 1816 war durch mehrere ungewöhnliche Wetterphänomene gekennzeichnet, für die es damals teilweise keine schlüssige Erklärung gab. Dazu gehörten
- Nachtfrostperioden in den USA und Schneefälle in Kanada im Juli und August,
- ein ungewöhnlich kalter Wetterverlauf in Europa,
- schwere Unwetter, Überschwemmungen und in höheren Lagen Schneefall in Mitteleuropa das gesamte Jahr hindurch.

Diese führten teilweise zu Missernten oder sogar Ernteausfällen.

## Ursachen

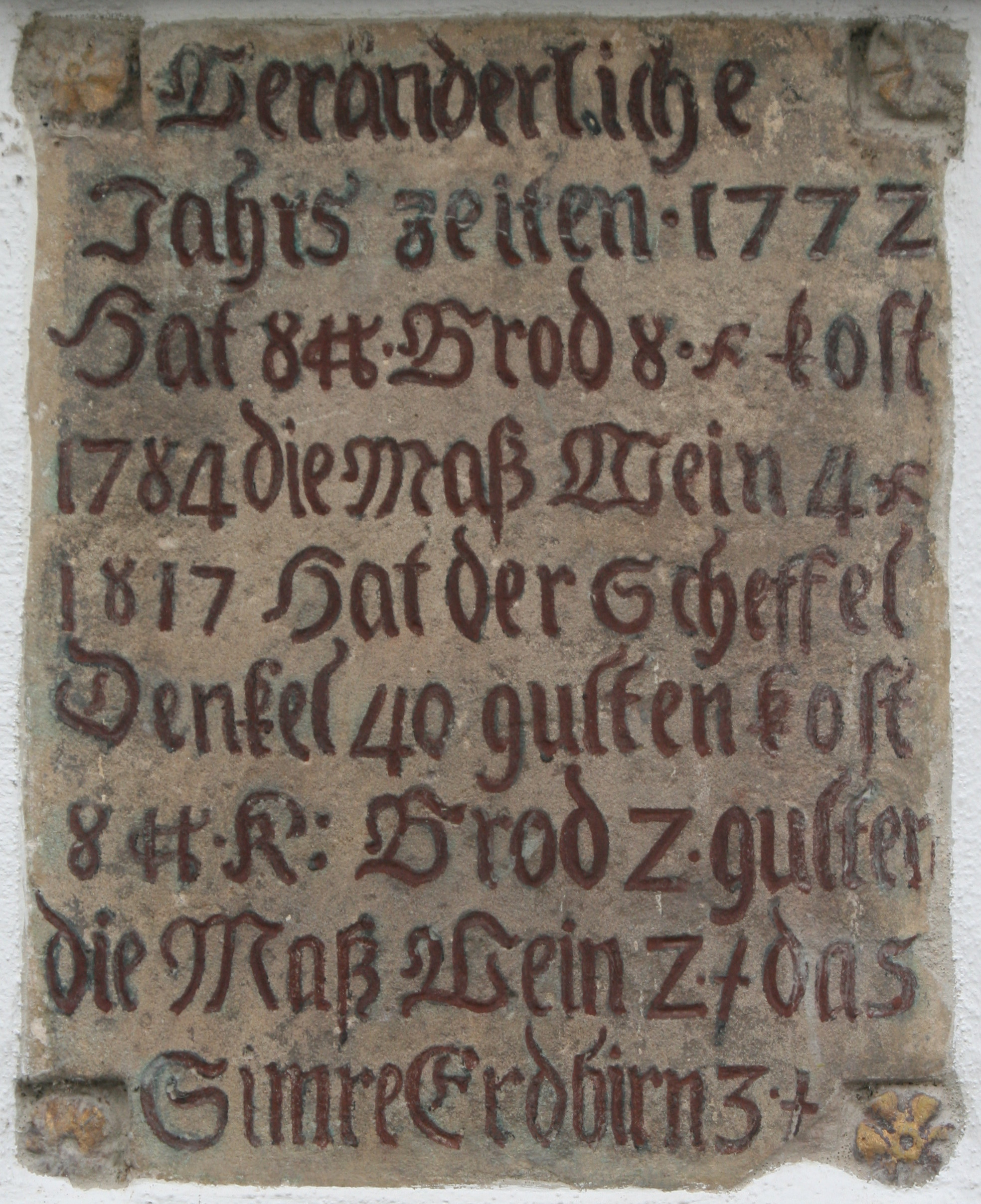
Hungertafel in Neulautern, die Lebensmittelpreise von 1772 und 1784 mit 1817 vergleicht: „Veränderliche Jahrs zeiten – 1772 Hat 8 ℔ (= Pfund) Brod 8 x (= Kreuzer) kost, 1784 die Maß Wein 4 x. 1817 Hat der Scheffel Denkel 40 gulten kost, 8 ℔ K.(orn) Brod 2 gulten, die Maß Wein 2 f (= Florin = Gulden), das Simre Erdbirn 3 f.“

Etwa hundert Jahre später (1920) fand der amerikanische Klimaforscher William Jackson Humphreys eine erste Erklärung für das „Jahr ohne Sommer“. Er führte die Klimaveränderung auf den vulkanischen Winter infolge des Ausbruchs des Vulkans Tambora auf der Insel Sumbawa im heutigen Indonesien zurück. Dieser war im April 1815 mit einer Stärke von 7 auf dem Vulkanexplosivitätsindex ausgebrochen und tötete in der Region etwa 70.000 Menschen. Er hatte neben ungefähr 150 km³ Staub und Asche auch Schwefelverbindungen, die auf ein Schwefeldioxidäquivalent von 130 Megatonnen geschätzt werden, hoch in die Atmosphäre geschleudert, wo sie sich verteilten und wie ein Schleier um den gesamten Erdball legten. Die Abkühlung des Weltklimas durch den Ausbruch hielt noch bis 1819 an. Eine 2019 veröffentlichte Attributionsstudie bestätigte die dominante Rolle, die die Tambora-Eruption höchstwahrscheinlich bei der sommerlichen Kühle spielte. Wahrscheinlich trug sie auch zu den feuchten Verhältnissen der Zeit bei.
Aerosolablagerungen in grönländischen und antarktischen Bohrkernen deuten allerdings darauf hin, dass der Ausbruch des Tambora nicht alleinige Ursache dafür war, dass das Jahrzehnt von 1810 bis 1820 zum weltweit kältesten der letzten 500 Jahre wurde. Vielmehr wird eine vergleichbar große Vorläufereruption vermutet. Aufgrund von Berichten aus Kolumbien könnte ein solcher Vulkanausbruch Ende des Jahres 1808/Anfang des Jahres 1809 stattgefunden haben. Außerdem nimmt man an, dass die erheblich reduzierte Sonnenaktivität während der ersten Jahrzehnte des 19. Jahrhunderts, das sogenannte Daltonminimum, zur Abkühlung beigetragen hat.

## Folgen
Die durchschnittliche globale Oberflächentemperatur sank kurzzeitig um etwa 0,4 bis 0,8 Grad Celsius.

### Überschwemmungen
In Mitteleuropa kam es zu schweren Unwettern. Zahlreiche Flüsse (unter anderem der Rhein) traten über die Ufer. In der Schweiz schneite es jeden Monat mindestens einmal bis auf 800 m Meereshöhe und am 2. und 30. Juli bis in tiefe Lagen. Durch die geringere Schneeschmelze im Vorjahr und die angesammelten zusätzlichen Schneemengen, zum Beispiel in den Alpen, führte die Schneeschmelze örtlich zu katastrophalen Überschwemmungen.

### Ernteeinbußen
Anfang Juli und Ende August 1816 gab es im Nordosten der Vereinigten Staaten Nachtfrostperioden. Im Osten Kanadas und in Neuengland fiel Schnee, der in Québec eine Höhe von 30 Zentimetern erreichte. Aus North Carolina gibt es Berichte über außergewöhnliche Trockenheit. Die Wachstumsperiode fiel drastisch kürzer aus. Dies führte zu schweren Ernteeinbußen, besonders auf den Grenzertragsflächen Neuenglands. Dort dezimierte Futtermangel auch den Viehbestand.
Die niedrigen Temperaturen und heftige Niederschläge führten auch auf den britischen Inseln und in weiten Teilen Kontinentaleuropas, besonders in Deutschland, zu Ernteausfällen.

### Preissteigerungen
Im Nordosten der USA stiegen die Getreidepreise um etwa das 1,5-fache. In Kanada hingegen konnte, wahrscheinlich auch durch Exportbeschränkungen, eine Notlage vermieden werden.
Der Getreidepreis in Europa erreichte erst im Folgejahr (1817) das Anderthalbfache des Niveaus von 1815. Am stärksten betroffen war das Gebiet unmittelbar nördlich der Alpen: Elsass, Deutschschweiz, Baden, Württemberg, Bayern und das österreichische Vorarlberg. Hier erreichte der Getreidepreis im Juni 1817 das Zweieinhalb- bis Dreifache des Niveaus von 1815. An einzelnen abgelegenen Orten wurde auch das Vierfache erreicht.
In Osteuropa (geprägt vom Kontinentalklima) und Skandinavien waren dagegen kaum Auswirkungen feststellbar. So stieg in Polen der Getreidepreis von 1815 bis 1817 wegen der verstärkten Exportnachfrage lediglich um ein Viertel.

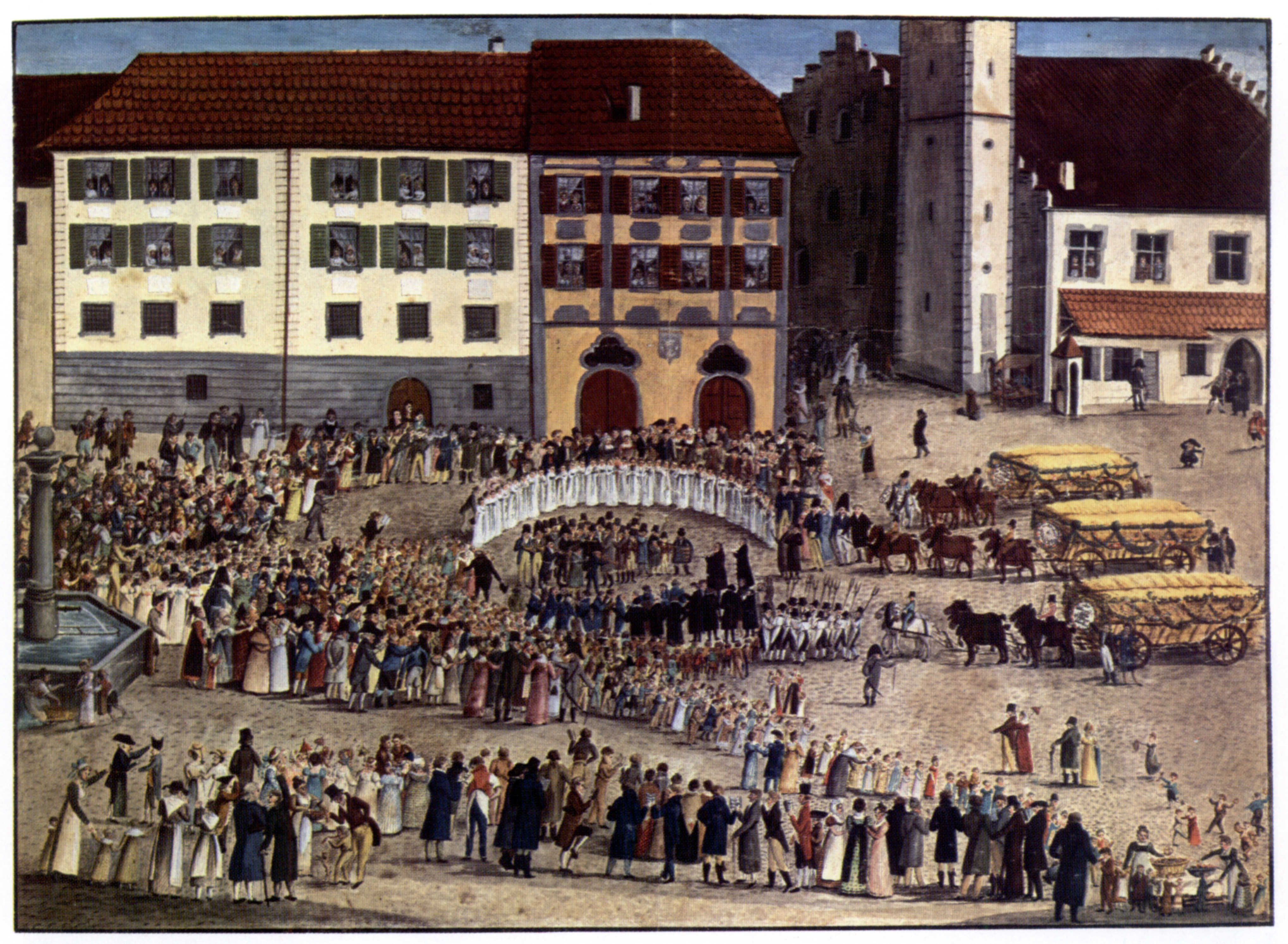
Einzug der ersten Erntewagen nach der großen Hungersnot am 4. August 1817 in Ravensburg

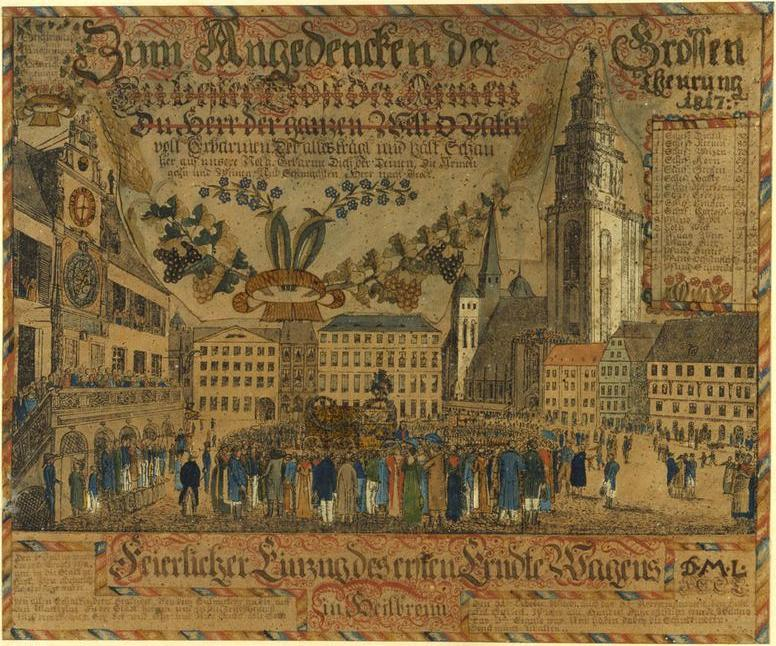
„Feierlicher Einzug des ersten Erndte-Wagens in Heilbronn“ im Jahr 1817, nach einer Lithografie von Franz Friedrich Schmidt.

### Hungersnot
Aufgrund der katastrophalen Missernten brachen in Teilen Europas Hungersnöte aus. In der Zentralschweiz war die Hungersnot besonders groß, nach Beschreibungen des Frühmessers Augustin Schibig verzehrten die Leute „die unnatürlichsten, oft ekelhaftesten Sachen, um ihren Heißhunger zu stillen“. In Ybrig, in Rothenthurm in der Altmatt und in den Berggegenden „haben die Kinder oft im Gras geweidet wie die Schafe, auch Wiesenblumen waren begehrt“. Kreis-Medizinalrat Johann Nepomuk Sauter aus Konstanz empfahl als Not-Nahrungsmittel Graswurzeln und Isländisches Moos. Der Konstanzer Braumeister Birkenmayer riet, Brot mit Biermalz zu strecken. Der Konstanzer Archivar Joseph Kastell berichtete, dass in den Ostschweizer Kantonen Hungrige unreifes Obst, kleine Schnecken sowie Blätter und gebrühtes Gras aßen.
Insbesondere das Elend in der Ostschweiz veranlasste Zar Alexander I. zu einer Spende von 100.000 Rubel und Getreidelieferungen aus Russland.
In den ländlichen Gebieten Bayerns mischten die Bauern den 4. Teil Gerste in das Brot, um es zu strecken. Viele Dienstboten wurden ausgestellt und die Anzahl der Bettler wuchs drastisch.

### Seuchen
Zwischen 1816 und 1819 brachen in verschiedenen Regionen Europas und des östlichen Mittelmeerraumes Typhus und die Pest aus. Typhus ist eine typische Begleiterscheinung von Hungersnöten, die besonders unter feuchten, unhygienischen Bedingungen grassiert. Es gibt Schätzungen, dass allein in Irland sich 800.000 Menschen mit Typhus infizierten und über 44.000 Menschen an Krankheit und Hunger starben. Kontinentaleuropa war nach einem Vierteljahrhundert der Kriege besonders vulnerabel. Hinzu kam das Chaos, das Migration und die Demobilisierung mehrerer Millionen Männer nach Ende der napoleonischen Kriege auslösten. Der US-amerikanische Historiker John D. Post ermittelte für die Jahre 1816 und 1817 für einige Länder deutlich höhere Mortalitätsraten, von etwa + 4 % in Frankreich bis hin zu mehr als + 20 % in der Schweiz und in der Toskana. Generell kamen Städte und Staaten mit moderner Verwaltung glimpflicher durch die Krisenjahre. Frankreich gelang es besser, die Getreidepreise unter Kontrolle zu halten. Sowohl in Frankreich als auch in Großbritannien linderten zudem Importe aus Russland die Not.

### Gedenken
Zur Erinnerung an diese Zeit wurden in Deutschland mancherorts sogenannte Hungertaler geprägt; auch andere Formen von Erinnerungsstücken sind bekannt.

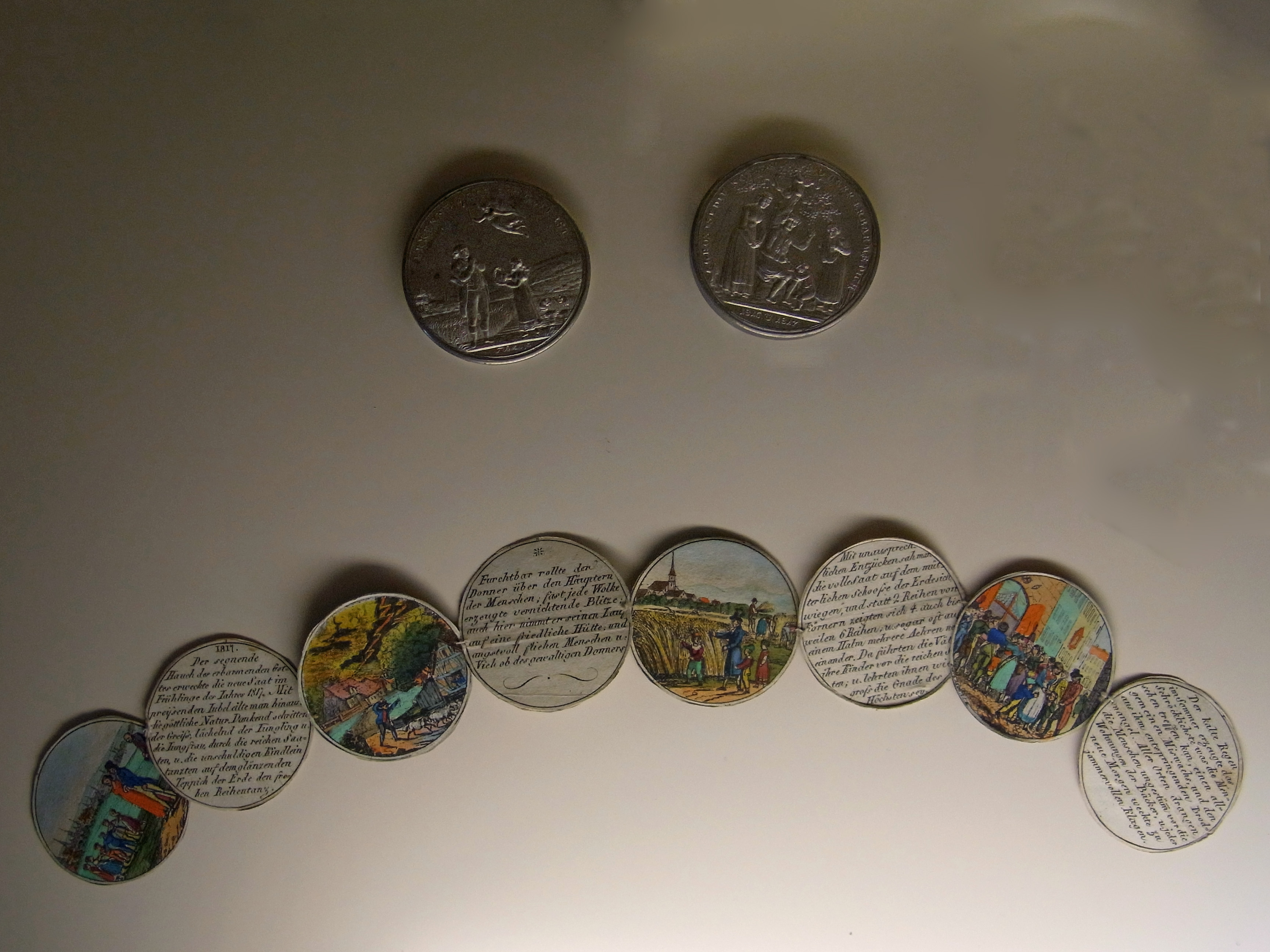
Hungertaler

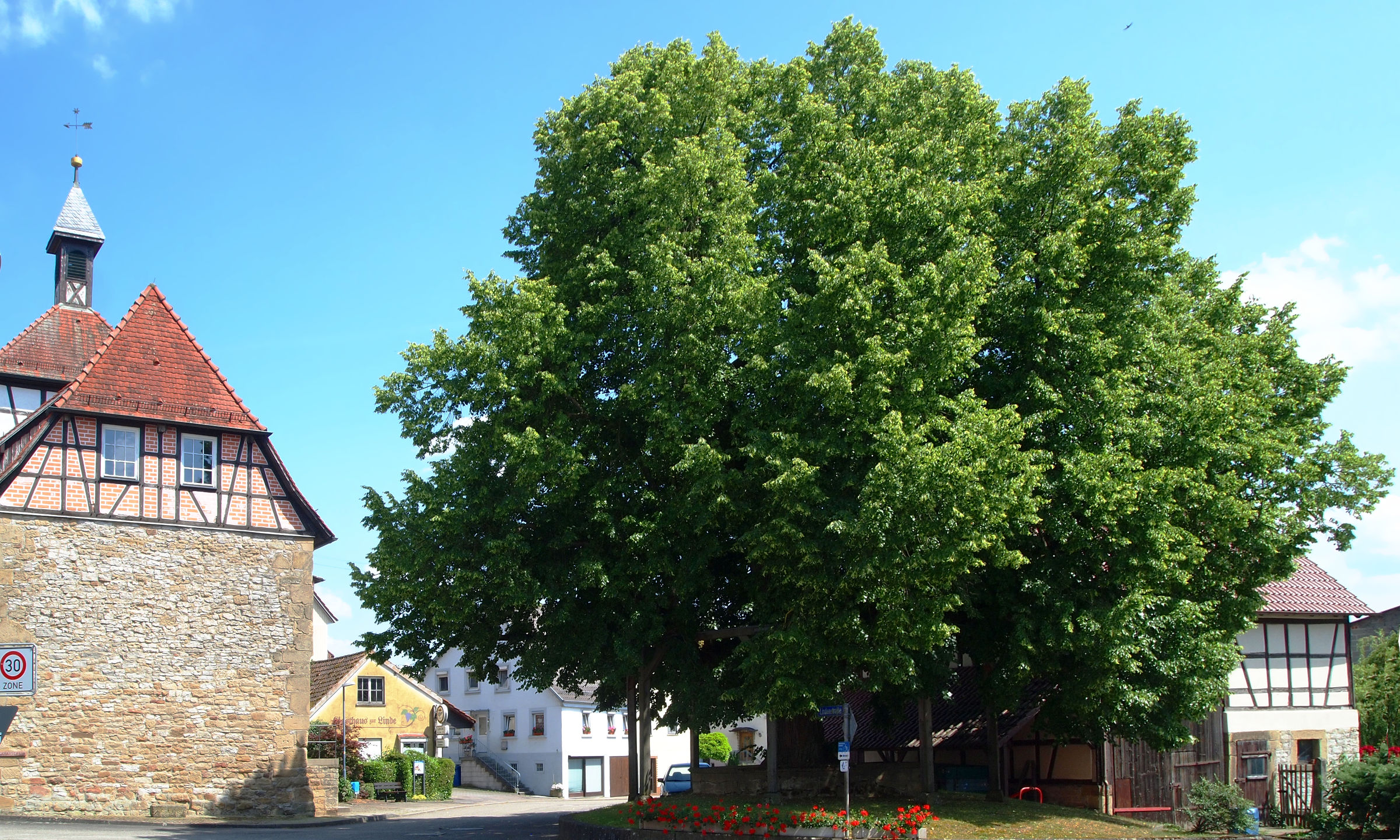
Hungerlinde in Langenbeutingen

## Indirekte Folgen
Die Hungersnot von 1817 war Anlass für verschiedene Maßnahmen zur Förderung der Landwirtschaft sowie darüber hinaus auch für Organisationsreformen im staatlichen Bereich, die auch im Zusammenhang von Restauration und Verfassungsdiskussion zu sehen sind, sowie zur Stiftung karitativer Organisationen. Im stark betroffenen Württemberg beispielsweise initiierte König Wilhelm I. 1817 die Gründung eines landwirtschaftlichen Vereins, dessen Centralstelle ab 1818 jährlich ein landwirtschaftliches Fest mit Wettbewerben veranstaltete, das heutige Cannstatter Volksfest. Seine Gattin Katharina plante und leitete den Wohltätigkeitsverein, der ab 1817 als halbstaatliche Organisation Funktionen vergleichbar einer innerstaatlichen Entwicklungshilfe und der Hunger- und Katastrophenhilfe übernahm und durch den wiederum 1818 die Württembergische Sparkasse gegründet wurde. Ebenfalls 1818 gründete Wilhelm eine landwirtschaftliche Unterrichts-, Versuchs- und Musteranstalt, heute die Universität Hohenheim.
In Bayern hatte die Krise wesentlichen Anteil an der Entlassung des Ministers Maximilian von Montgelas im Jahr 1817, und die bislang unterdrückte Volksfrömmigkeit blühte auf. In Scharen pilgerte man nach Altötting, und Bittgottesdienste für eine gute Ernte wurden nun sogar von der Obrigkeit angeordnet. In acht Monaten wurden über 60.000 Laib Brot und 45.000 Portionen der Rumfordsuppe kostenlos bzw. verbilligt ausgegeben. Auch König Max Joseph probierte im April 1817 die Rumfordsuppe in einer Münchner Suppenküche und ließ verkünden, er habe sie regelrecht genossen.
Die Hungersnot trieb viele Leute an eine neue Heimat zu suchen. Viele versuchten ihr Glück unter anderem beim Goldrausch zu Bodenmais, oder ähnlichen Gegenden, die ein Schlafraffenland versprachen.
Der Chemiker Justus von Liebig wurde durch die Erinnerung an die Hungersnöte zu seinen Untersuchungen über die Bedingungen des Pflanzenwachstums angeregt. Als Ergebnis seiner Forschungen wurde die Mineraldüngung eingeführt, welche zu einer erheblichen Steigerung der landwirtschaftlichen Erträge führte.
Dem Technikhistoriker Hans-Erhard Lessing zufolge gehe die Entwicklung der Draisine, des Ur-Fahrrades, auf das Pferdesterben infolge der Futtermittelknappheit 1816/17 nach der Tambora-Eruption zurück. Diese Theorie gilt allerdings mittlerweile als strittig.
In den Vereinigten Staaten bewogen Missernten viele Farmersfamilien aus Neuengland und anderen Küstenstaaten in Richtung Westen an die damalige Frontier umzuziehen, so dass innerhalb weniger Jahre die Staaten Ohio, Indiana und Illinois besiedelt wurden.
Tausende der zusätzlich noch unter den Folgen der Napoleonischen Kriege leidenden Europäer wanderten schließlich in die Vereinigten Staaten von Amerika aus. Im südwestdeutschen Raum kam es zu Auswanderungen, insbesondere aus Württemberg, wo 1816 das Auswanderungsverbot aufgehoben worden war. Nachdem Werber der russischen Krone Auswanderungswillige eingeladen hatten, hatte die Auswanderung nach Südrussland, zum Beispiel nach Bessarabien, ihren Höhepunkt um 1817/18.

## Spätfolgen
Noch Jahrzehnte später bedingte der Vulkanausbruch nicht nur eine klimageschichtliche Veränderung, sondern auch eine merkliche Veränderung des Tageslichts. Besonders ausgeprägt war dies abends und morgens, wenn die Sonnenstrahlen auf ihrem dann längeren Weg durch die Atmosphäre auf eine Vielzahl von Aerosolpartikeln stießen, von diesen gestreut wurden und dadurch vornehmlich die langwelligen Anteile des Lichtspektrums (Rot) auf den Betrachter wirkten. Die biedermeierlichen Sonnenuntergänge in Europa waren von nie dagewesener Pracht – in allen Schattierungen von Rot, Orange und Violett, gelegentlich auch in Blau- und Grüntönen. Die grandiosen Abendstimmungen und die intensiven Erdfarben, Ocker- und Gelbtöne der Gemälde und Aquarelle von William Turner, die außerhalb von Landschaften mit entsprechender natürlicher Farbgebung (etwa der Toskana und der Camargue) fast unwirklich erschienen, wurden davon sichtlich beeinflusst.

## Literarische Auswirkungen
Die britische Schriftstellerin Mary Shelley verbrachte den Sommer 1816 mit Freunden in der Nähe des Genfersees. Sie besuchten öfter Lord Byron in der nahegelegenen Villa Diodati. Aufgrund des extrem schlechten Wetters konnten die Anwesenden häufig das Haus nicht verlassen. So beschlossen sie, Schauergeschichten zu schreiben und den anderen vorzutragen. Shelley schrieb die Geschichte Frankenstein. Byrons Leibarzt John Polidori (1795–1821) verfasste Der Vampyr – eine Vampirgeschichte lange vor dem Entstehen von Bram Stokers Dracula. Lord Byron vollendete seine Geschichte nicht; er verarbeitete Eindrücke dieses Sommers in dem Gedicht Die Finsternis. Der Autor Timo Feldhaus befasst sich in seinem 2022 erschienenen Roman Mary Shelleys Zimmer mit dem Vulkanausbruch und seinem Einfluss auf das Leben und Wirken von Künstlerinnen und Künstlern wie Mary Shelley, Caspar David Friedrich oder Johann Wolfgang von Goethe.

## Vergleichbare Ereignisse
Vergleichbare Ereignisse gab es in Mitteleuropa etwa 535/536, 1258, 1529, 1588, 1601, 1618, 1628, 1675, 1813 und 1846.
Benjamin Franklin berichtete von einem bemerkenswert kalten Winter 1783/84. Er vermutete, dass die Kälte in Philadelphia das Resultat eines Staubnebels in der Atmosphäre über Europa und Nordamerika sein könnte. Er gilt als der erste Forscher, der einen derartigen Zusammenhang erkannte.

## Sonstiges
Die deutsche Melodic-Death-Metal-Band Halls of Oblivion befasst sich auf ihrem zweiten Album Eighteen Hundred And Froze To Death mit dem Ausbruch des Tambora 1815 und dessen Auswirkungen auf Mensch und Umwelt.